# 129452 Ashleydawn
17913 Strode è un asteroide della fascia principale. Scoperto nel 1991, presenta un'orbita caratterizzata da un semiasse maggiore pari a 3,175518 UA e da un'eccentricità di 0,158498, inclinata di 7,123939° rispetto all'eclittica. Ha un diametro di 4,635 km.